# Фестивал у Бенидорму 2022.
Фестивал у Бенидорму 2022. је био избор песме којим је Шпанија одлучила свог представника на Песми Евровизије 2022. Одржао се у јануару. Састојао се од два полуфинала 26. и 27. јануара 2022. од по 7 песама, из којих је по 4 прошло у финале које се одржало 29. јануара. Пласмани песама су одлучени комбинацијом гласова жирија, публике и демоскопских гласова.

## Гласање
Гласање ће се одвијати на следећи начин:
| Гласови     | Гласови          | Удео у резултату | Удео у резултату | Поени                                 | Опис |
| ----------- | ---------------- | ---------------- | ---------------- | ------------------------------------- | --- |
| Телегласање | СМС и позиви     | 50%              | 25%              | 30, 25, 20, 18, 15, 12 и 10 поена     | Гласање слањем порука, позивима и онлајн гласањем преко сајта РТВЕ и њихове апликације.                                                 |
| Телегласање | Демоскопски жири | 50%              | 25%              | 30, 25, 20, 18, 15, 12 и 10 поена     | Гласови одређени анкетирањем статистичких група популације.                                                                             |
| Жири        | Жири             | 50%              | 50%              | Сваки члан додељује 12, 10, 8—4 поена | Жири састављен од музичких професионалаца, новинара, шефова делегација и сл. 3 шпанска члана и 2 међународна члана су у саставу жирија. |

| Гласови     | Гласови          | Удео у резултату | Удео у резултату | Поени                                     | Опис |
| ----------- | ---------------- | ---------------- | ---------------- | ----------------------------------------- | --- |
| Телегласање | СМС и позиви     | 50%              | 25%              | 30, 25, 20, 18, 15, 12, 10 и 5 поена      | Гласање слањем порука, позивима и онлајн гласањем преко сајта РТВЕ и њихове апликације.                                                 |
| Телегласање | Демоскопски жири | 50%              | 25%              | 30, 25, 20, 18, 15, 12, 10 и 5 поена      | Гласови одређени анкетирањем статистичких група популације.                                                                             |
| Жири        | Жири             | 50%              | 50%              | Сваки члан додељује 12, 10, 8—4 и 2 поена | Жири састављен од музичких професионалаца, новинара, шефова делегација и сл. 3 шпанска члана и 2 међународна члана су у саставу жирија. |

## Такмичарске песме
Дана 29. септембра 2021, РТВЕ је отворио конкурс који је требало да траје месец дана (али је продужен до 10. новембра) на који су могли да се пријаве извођачи и композитори са својим предлозима, док је сама радиотелевизија задржала право да позову афирмисане извођаче и композиторе са музичке сцене. Оцењивање пријава и позиви су рађени уз савете музичара Џеј Круза, Тони Санчез Охлсон и Захаре. Такмичење је било отворено за све извођаче и групе испод 16 година пре маја 2022. који или имају шпанско држављанство или стално пребивалиште у Шпанији (код група и дуета, ово правило је морало да испуни бар 50% чланова). Певачи су могли да пошаљу само једну пријаву, док су композитори могли да пошаљу једну песму као главни аутори, и још највише две као ко-аутори. На конференцији за новинаре 22. новембра 2021, шпанска предводница делегације Ева Мора је открила да су 692 пријаве стигле онлајн, док је 194 песме стигло од музичара које је РТВЕ позвао, за укупно 886 пријава.
Четрнаест извођача који ће учествовати су објављени 10. децембра 2021, док су песме објављене 21. децембра исте године на сајту шпанског емитера РТВЕ.
Дана 23. јануара 2022. објављено је да се Луна Ки се повлачи са такмичења јер не жели да изведе своју песму „Voy a Morir” без аутотјуна, а коришћење истог је против правила такмичења. Тим је изјавио да је одлука о повлачењу донесена због забране коришћења аутотјуна на Песми Евровизије.
| Извођач           | Песма                  | Језик                        | Композитори и текстописци                                                                 |
| ----------------- | ---------------------- | ---------------------------- | ----------------------------------------------------------------------------------------- |
| Azúcar Moreno     | „Postureo"             | шпански                      | Мигел Линде, Алберто Лорите, Давид Парехо                                                 |
| Бланка Палома     | „Secreto de agua"      | шпански                      | Бланка Палома, Антон Серац, Томас Вигос, Пабло Серано                                     |
| Varry Brava       | „Raffaella"            | шпански                      | Оскар Ферер, Ерон Саез, Виченте Илескас                                                   |
| Гонзало Хермида   | „Quién lo diría"       | шпански                      | Гонзало Хермида, Давид Сантистебан                                                        |
| Зејн              | „Eco"                  | шпански, енглески            | Карлос Марко, Џими Џенсон, Маркус Винтер-Џон, Карлос Марко, Thomas G:son                  |
| Unique            | „Mejores"              | шпански                      | Марко Детони, Ману Чалуд, Армано Валензуела, Карлос Алмазан, Хавијер Лопез, Раул Мадронал |
| Луна Ки           | „Voy a morir"          | шпански, енглески, француски | Луна Ки, Мигел Гарсија, Венити Верчети, Диџитал Геас                                      |
| Марта Санго       | „Sigues en mi mente"   | шпански                      | Марта Санго, Марко Фриас, Мане Лопез                                                      |
| Рејден            | „Calle de la llorería” | шпански                      | Давид Мартинез Алварез, Франсоа Ле Гофик                                                  |
| Ригоберта Бандини | „Ay mamá"              | шпански                      | Ригоберта Бандини, Естебан Наваро Дордал, Стефано Макароне                                |
| Сара Деоп         | „Make You Say"         | шпански, енглески            | Лирој Санчез, Камила Пурцел, Линус Нордстром, Френк Нобел                                 |
| Tanxugueiras      | „Terra”                | галицијски                   | Олаја Манеиро Аргибеј, Сабела Манеиро Аргибеј, Ајда Тарио Торадо, Јаго Пико Фреире        |
| Хавијера Мена     | „Culpa"                | шпански                      | Хавијера Мена                                                                             |
| Чанел             | „SloMo"                | шпански, енглески            | Лероѕ Санчез, Кит Харис, Ибере Фортес, Меги Сабо, Арјен Тонен                             |

## Такмичарске вечери
Полуфинала су одржана 26. и 27. јануара 2022. У сваком полуфиналу је требало да се такмичи по 7 песама, а из сваког да по 4 најбоље пласиране прођу у финале. Све вечери су почеле с емитовањем у 22ч 40мин по локалном времену. Полуфинала су трајала по 70 минута, а финале је трајало 90 минута.

### Прво полуфинале
Прво полуфинале се одржало 26. јануара 2022. Редослед наступа је откривен 13. јануара 2022. Из овог полуфинала су се квалификовали Шанел, Tanxugueiras, Бланка Палома и Varry Brava.
| Р. бр. | Извођач(и)    | Песма             | Жири       | Демо       | Теле       | Пласман    | Поени      |            |
| ------ | ------------- | ----------------- | ---------- | ---------- | ---------- | ---------- | ---------- | ---------- |
| 1.     | Луна Ки       | „Voy a morir"     | Повлачи се | Повлачи се | Повлачи се | Повлачи се | Повлачи се | Повлачи се |
| 2.     | Varry Brava   | „Raffaella"       | 39         | 15         | 20         | 4.         | 74         |            |
| 3.     | Azúcar Moreno | „Postureo"        | 39         | 18         | 12         | 5.         | 69         |            |
| 4.     | Бланка Палома | „Secreto de agua" | 41         | 20         | 18         | 3.         | 79         |            |
| 5.     | Unique        | „Mejores"         | 28         | 12         | 15         | 6.         | 55         |            |
| 6.     | Tanxugueiras  | „Terra"           | 38         | 25         | 30         | 2.         | 93         |            |
| 7.     | Чанел         | „SloMo"           | 55         | 30         | 25         | 1.         | 110        |            |

### Друго полуфинале
Друго полуфинале се одржало 27. јануара 2022. Редослед наступа је откривен 13. јануара 2022. Из овог полуфинала су се квалификовали Ригоберта Бандини, Рејден, Гонзало и Зејн.
| Р. бр. | Извођач(и)        | Песма                  | Жири | Демо | Теле | Пласман | Поени |
| ------ | ----------------- | ---------------------- | ---- | ---- | ---- | ------- | ----- |
| 1.     | Зејн              | „Eco"                  | 46   | 15   | 20   | 3.      | 81    |
| 2.     | Марта Санго       | „Sigues en mi mente"   | 36   | 12   | 15   | 5.      | 63    |
| 3.     | Хавијера Мена     | „Culpa"                | 28   | 10   | 12   | 6.      | 49    |
| 4.     | Гонзало Хермида   | „Quién lo diría"       | 28   | 30   | 18   | 4.      | 76    |
| 5.     | Ригоберта Бандини | „Ay mamá"              | 56   | 25   | 30   | 1.      | 111   |
| 6.     | Рејден            | „Calle de la llorería" | 45   | 20   | 25   | 2.      | 90    |
| 7.     | Сара Деоп         | „Make You Say"         | 21   | 18   | 10   | 7.      | 49    |

### Финале
Финале ће се одржати 29. јануара 2022. Осам песама које су се пласирале из полуфинала ће наступити.
| Р. бр. | Извођач(и)        | Песма                  | Жири | Демо | Теле | Пласман | Поени |
| ------ | ----------------- | ---------------------- | ---- | ---- | ---- | ------- | ----- |
| 1.     | Рејден            | „Calle de la llorería" | 37   | 15   | 15   | 4.      | 67    |
| 2.     | Tanxugueiras      | „Terra"                | 30   | 30   | 30   | 3.      | 90    |
| 3.     | Varry Brava       | „Raffaella"            | 25   | 12   | 18   | 6.      | 55    |
| 4.     | Чанел             | „SloMo"                | 51   | 25   | 20   | 1.      | 96    |
| 5.     | Ригоберта Бандини | „Ay mamá"              | 46   | 20   | 25   | 2.      | 91    |
| 6.     | Зејн              | „Eco"                  | 30   | 5    | 10   | 7.      | 45    |
| 7.     | Гонзало Хермида   | „Quién lo diría"       | 12   | 18   | 5    | 8.      | 35    |
| 8.     | Бланка Палома     | „Secreto de agua"      | 39   | 10   | 12   | 5.      | 61    |